# Керіки
Керіки (дав.-гр. Κήρυκες) — афінський аристократичний рід, відомий в VII столітті до н. е. — II ст. н. е.
Один з найвідоміших евпатридських родів; походив з Елевсіну, де його представники були жрецями культу Деметри. Головна гілка роду, відома під умовною назвою Калліїв-Гіппоніків, оскільки в VI—IV століттях до н. е. в ній чергувалися ці імена, передавала від батька до сина посаду дадуха (факелоносця) в Елевсінських містеріях. Ця жрецька посада поступалася тільки посаді іерофанта, котра була спадковою в роду Евмолпідів, з якими Керіки, мабуть, знаходилися в суперництві.
Своє походження зводили до Керікса, якого Евмолпіди вважали молодшим сином Евмолпа, а Керіки проголошували сином дочки Кекропа Аглаври і Гермеса, тим самим намагаючись піднятися в легендарній генеалогії вище Евмолпідів.
Піднесення сім'ї Калліїв-Гіппоніків, за переказами, почалося в часи Солона. Багатство цієї гілки роду, кілька представників якої вважалися найзаможнішими людьми в Афінах, і навіть у всій Греції, породила легенди про його неправедне походження, чому, ймовірно, сприяло розорення Каллія III.
Резиденція старшої гілки перебувала в Алопеці, її члени були спадковими спартанськими проксенами, тому їм неодноразово доручалися відповідальні дипломатичні місії у Спарті. Крім цього, кілька Керіків очолювали посольства до Персії і проводили переговори з містами Великої Греції. Активна дипломатична діяльність сім'ї, як вважають, була пов'язана з її високим жрецьким положенням в культі, який на початку класичної епохи наблизився до статусу панеллінського.
Власне, саме ім'я Керікс (Κήρυξ) означає «глашатай», у епоху архаїки так називалася жрецька та дипломатична посада вісника війни.
Політично Керіки були пов'язані з угрупованням Алкмеонідов, з якими перебували у родинних стосунках. По жіночій лінії до Керіків належав Арістід. На початку 480-х років до н. е., коли була утворена коаліція трьох найвпливовіших родів проти Фемістокла, Каллій Багатий поріднився з Філаїдами, одружившись з Ельпінікою, дочкою Мільтіада Молодшого і сестрою Кімона. Дружина його сина Гіппоніка III після розлучення вийшла другим шлюбом за Перікла.
Імовірно, до Керіків належали: дипломат Каллій, син Кратія (ймовірно, по жіночій лінії), стратег Міронід, політик Каллій, син Калліада і знаменитий панкратіаст Каллій, син Дідімія. По жіночій лінії з Керіками були споріднені: оратор Андокід, а дружиною Алківіада була дочка Гіппоніка III Гіппарета.
Після розорення Каллія Багатого на початку IV століття до н. е. і внаслідок загального занепаду аристократії в демократичних Афінах Керіки втратили політичний вплив, але, на відміну від багатьох інших родів, продовжували існувати в елліністичну і римську епохи. Зокрема, до роду Керіків належала сім'я Герода Аттіка.